# Wyndham, Virginia
Wyndham är en ort i Henrico County, Virginia, USA.